# Герман Павло Давидович
Павло́ Дави́дович Ге́рман (* 1894, Кам'янець-Подільський — † 1952, Москва) — радянський поет.

## Творчість
1921 року спільно з композитором Юлієм Хайтом написав «Авіамарш» («Все вище, і вище, і вище…»). Незважаючи на повсюдне та широке визнання «Авіамаршу», Російська асоціація пролетарських музикантів (РАПМ) піддала твір нищівній критиці. Стверджувалося, що в пісні немає нічого спільного зі справжньою революційною пісенною творчістю, що це «завуальований фокстрот», який невдовзі забудуть, оскільки справжні пролетарські пісні витіснять «Авіамарш». Проте в серпні 1933 року Революційна Військова Рада СРСР видала наказ, згідно з яким пісню «Все вище» було оголошено маршем Військово-Повітряних Сил СРСР. Це єдина офіційно затверджена пісня одного з родів і видів військ Збройних Сил СРСР .
Перший рядок пісні «Мы рождены, чтоб сказку сделать былью» став крилатим висловом . Він, зокрема, породив похідний крилатий вислів «Мы рождены, чтоб Кафку сделать былью» (опубліковано у збірнику афоризмів «Гомо антисоветикус», який видав художник і літератор Вагрич Бахчанян). У мемуарному нарисі «В моё время» (журнал «Знамя», 1999, № 3) російський поет Костянтин Ваншенкін зазначив: «Це при мені придумав з ходу Арсеній Тарковський в Передєлкіно в 70-і роки» .

### Співпраця з Клавдією Шульженко
1924 року в Харкові Павло Герман познайомився з молодою співачкою Клавдією Шульженко. Він запропонував їй декілька своїх пісень (зокрема, «Кирпичики»). Творча дружба між поетом і співачкою тривала кілька десятиліть. Так, 1939 року з піснею «Записка» на вірш Павла Германа Клавдія Іванівна вдало виступила на Першому всесоюзному конкурсі артистів естради.
Завдяки співпраці з Павлом Давидовичем у репертуарі Шульженко з'явилася така несподівана річ як композиція «Зустріч із поетом», ідею якої Герману підказала співачка. Їй хотілося зробити щось вокальне на основі вальсу Арама Хачатуряна до кінофільму «Маскарад». Павло Герман проконсультувався з відомим лермонтознавцем Іраклієм Андрониковим і написав новелу на цю музику — ніби від імені Ніни з «Маскараду» Михайла Лермонтова. Прем'єра композиції «Зустріч із поетом» відбулася 1948 року під час гастролей Клавдії Шульженко в Ризі, потім у Москві в естрадному театрі «Ермітаж».
Пізніше разом із композитором Сигізмундом Кацом і Клавдією Шульженко Павло Герман створив композицію «В'язка нот», яка давала можливість співачці використовувати будь-який музичний матеріал: від класики, романсів — до сучасних пісень.